# State House

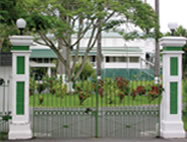
State House, sede da presidência da Guiana.

A State House ("Casa do Estado", em inglês) ou Government House ("Casa do Governo") é a residência oficial do presidente da Guiana, localizada na capital do país, Georgetown. Conhecida originalmente como Government House ("Casa do Governo"), foi construída em 1845 para servir como residência do governador-geral da Guiana Inglesa; desde 1970, no governo  de Arthur Chung, passou a ser a residência presidencial.